# Trogium pulsatorium
Trogium pulsatorium là một loài côn trùng trong họ Trogiidae thuộc bộ Psocoptera. Loài này được Linnaeus miêu tả năm 1758.